# Crema barriera
Con crema barriera si intende un prodotto che applicato sulla pelle dovrebbe migliorarne, ripristinarne o aumentarne la funzione barriera.
In particolare la crema barriera negli adulti ha la funzione di prevenire o ridurre la penetrazione ed eventuale assorbimento nella pelle di diversi materiali e sostanze pericolose, riducendo il rischio di lesioni e altre reazioni tossiche derivate dall'esposizione o contatto con agenti tossici e nei neonati ed infanti ha la funzione di proteggere una pelle con funzione barriera e sistema immunitario non ancora completamente formati.
Le caratteristiche e le prestazioni necessarie per definire e nominare una crema barriera non sono regolamentate e quindi il termine "crema barriera" può essere arbitrariamente utilizzato con finalità commerciali. Definire "crema barriera" una emulsione applicata topicamente è considerato da molti inappropriato in quanto fa erroneamente pensare ad una barriera fisica efficiente quanto lo strato corneo o quanto un indumento protettivo. Molti prodotti topici formulati per svolgere questa funzione vengono chiamati in modo diverso, ad esempio: "crema protettiva", "schiuma barriera", "guanto liquido".

## Classificazione
Le creme barriera nel rispetto delle norme vigenti in Italia possono essere classificate come cosmetico o come dispositivo medico. Negli USA, possono essere considerate cosmetici oppure OTC, regolamentati come farmaci da banco, rientrando nelle specifiche dettate dall'FDA per i "Protettivi della pelle".
La formulazione può distinguersi tra formulazioni idrorepellenti (emulsioni acqua in olio o unguenti), formulazioni idrosolubili (emulsioni olio in acqua) e formulazioni per applicazioni speciali. Le formulazioni tradizionali possono contenere sostanze insolubili come l'ossido di zinco, il talco, il caolino, l'avena colloidale con cui accentuare l'effetto di una barriera anche fisica. Molte sono formulate per essere applicate sulle mani al fine di proteggerle contro i danni da detergenti e da altri deboli irritanti.

## Efficacia
L'efficacia delle creme barriera è oggetto di controversia e varie ricerche e sperimentazioni hanno fornito conclusioni contrastanti. Alcuni studi ne hanno confermato l'efficacia per prevenire eczema e dermatiti, altri concludono che non sono utili.
Una revisione del Cochrane del 2010 ha concluso che non vi erano prove sufficienti per determinare se l'applicazione di una crema barriera potrebbe impedire la dermatite da contatto irritante sul posto di lavoro.
Sono un sostituto poco efficace degli indumenti protettivi, in particolare dei guanti, per i lavoratori esposti a sostanze pericolose. I guanti offrono una maggiore protezione rispetto alle creme barriera, tuttavia le creme barriera sono ragionevolmente efficaci per la protezione del volto dove l'utilizzo di indumenti protettivi è più complesso.
Alcune prove suggeriscono che l'utilizzo inadeguato o improprio della crema della barriera potrebbe causare un effetto dannoso piuttosto che benefico. L'applicazione di una crema barriera, producendo un aumento della idratazione cutanea indotto dalla riduzione della TEWL, può rendere la pelle più permeabile e suscettibile a specifici irritanti.
Opportune formulazioni si sono mostrate ragionevolmente efficaci per proteggere, soprattutto le mani, sovraesposte a tensioattivi o detergenti e ad altri irritanti, ma l'Organizzazione Mondiale della Sanità ha considerato l'uso di creme di barriera in ambito sanitario per proteggere la cute degli operatori obbligati a frequenti lavaggi ed ha trovato la loro efficacia "equivoca" ed il loro utilizzo troppo costoso per raccomandarlo nelle strutture sanitarie in cui le risorse sono limitate, visto anche che l'efficacia non risulta superiore a quella di un generico emolliente a base oleosa.
Le creme barriera sono state valutate anche come coadiuvanti nella terapia emolliente o nel ripristinare la barriera cutanea in casi di dermatite atopica.
La difficoltà nel definire l'efficacia delle creme barriera dipende oltre che dalla grande varietà di creme barriera con caratteristiche tecniche e formulative sostanzialmente diverse, dalle diverse prestazioni in funzione della quantità di crema applicata sulla pelle, considerando che nell'utilizzo comune se ne applica molto meno dei 2 µg/cm² con cui vengono eseguiti i test di efficacia.
Oltre che come coadiuvanti della terapia emolliente, le creme barriera sono raccomandate solo per la protezione da agenti irritanti particolarmente deboli (acqua, oli da taglio, solventi organici, detergenti).